# Igreja de Nossa Senhora das Dores (Dalcahue)
A Igreja de Nossa Senhora das Dores (castelhano: Iglesia de Nuestra Señora de los Dolores) é uma igreja católica localizada na comuna de Dalcahue, no Chile. Forma parte do grupo de 16 igrejas de madeira de Chiloé qualificadas como Monumento Nacional do Chile e reconhecidas como Patrimônio da Humanidade pela Unesco.
Integra a diocese de Ancud e sua santa padroeira é Nossa Senhora das Dores.